# 秀茂坪
秀茂坪（しゅうもへい、広東語読み：サウマウピン、英語名：同じ、Sau Mau Ping）は、香港・九龍東部の住宅地区である。観塘区に属する。古くは蘇茅坪。

## 概要
香港のなかで、比較的低所得層が多い区域で、香港政府房屋署が建築したいわゆる「邨」（チュン）と呼ばれる高層住宅が多い。区域の中心繁華街、観塘からは、坂を上がった高台にある。鉄道はなく、観塘、牛頭角などの地下鉄駅からバス便がある。1970年代に、団地の裏の山が大雨により崩れ、多くの死傷者を出したことでも知られている。